# 切点
数学上，函数的k阶切点，或称触点，接点（point of contact, tangent point）是一个等价关系，表示函数在点P有同样的取值并且有直到k阶的相同的导数。等价类通常称为射流。
曲线和几何对象也可以有k阶切点，这也称为密切(也就是吻合)，它是相切的性质的推广。例如：密切圆。
切触形式是奇数维流形上的特殊的1阶微分形式；参看切触几何。切触变换和坐标变换相关，在经典力学中很重要。参看勒让德变换。